# Anastasiya Shustova
Anastasiya Osniach Shustova (en ucraniano: Анастасія Осніач Шустова; 9 de octubre de 1996) es una deportista ucraniana que compite en lucha libre. Ganó una medalla de plata en el Campeonato Europeo de Lucha de 2024, en la categoría de 76 kg.

## Palmarés internacional
| Campeonato Europeo | Campeonato Europeo | Campeonato Europeo | Campeonato Europeo |
| Año                | Lugar              | Medalla            | Categoría          |
| ------------------ | ------------------ | ------------------ | ------------------ |
| 2024               | Bucarest (Rumania) | Medalla de plata   | 76 kg              |